# رؤیاهای پلید ببین (آلبوم)
رؤیای پلید (به انگلیسی: Dream Evil) نام چهارمین آلبوم استودیویی گروه هوی متال آمریکایی دیو است. این آلبوم در ۲۱ ژوئیه ۱۹۸۷ منتشر شد و اولین آلبومی از دیو بود که راف کات، کریگ گلدی و کلاود اشنل در آن حضور داشتند و همچنین آخرین آلبوم دیو در دههٔ ۸۰ میلادی بود.

## فهرست آهنگ‌ها
تمامی اشعار این آلبوم نوشته شده توسط رانی جیمز دیو است.
1. «مردمان شب» (دیو، گلدی، بین، اشنل، اپایس) - ۴:۰۶
2. «رویاهای پلید ببین» (دیو، گلدی) - ۴:۲۶
3. «غروب ابرمرد» (دیو، گلدی، بین، اشنل، اپایس) - ۵:۴۵
4. «تمام احمق‌ها ترک صحنه کردند» (دیو، گلدی) - ۷:۱۰
5. «برهنه زیر باران» (دیو) - ۵:۰۹
6. «بالاتر از عشق» (دیو، گلدی، اپایس) - ۳:۲۶
7. «می‌توانم خیالباف باشم» (دیو، گلدی) - ۴:۴۲
8. «چهره‌های روی پنجره» (دیو، گلدی، بین، اشنل، اپایس) - ۳:۵۳
9. «وقتی یک زن گریه می‌کند» (دیو، گلدی، بین، اشنل، اپایس) - ۴:۴۳

## رتبه‌ها

### آلبوم‌ها
| سال  | آلبوم      | رتبه        | رتبه                          |
| ---- | ---------- | ----------- | ----------------------------- |
| سال  | آلبوم      | بیلبورد ۲۰۰ | جدول موسیقی آلبوم‌های بریتانیا |
| ۱۹۸۷ | رؤیای پلید | #۴۳         | #۳                            |

### آهنگ‌ها
| سال  | آهنگ                   | رتبه                 |
| ---- | ---------------------- | -------------------- |
| سال  | آهنگ                   | برترین‌های راک آمریکا |
| ۱۹۸۷ | "می‌توانم خیالباف باشم" | #۳۳                  |

## سازندگان
- رانی جیمز دیو - خواننده
- کریگ گلدی - نوازنده گیتار
- جیمی بین - نوازنده گیتار باس
- کلاود اشنل - نوازنده کیبورد
- وینی اپایس - نوازنده درامز
- میچل ساینینگ بویز - گروه همخوان برای قطعه «همه احمق‌ها کنار گذاشته شدند»
- ضبط شده در ویلاژ رکوردز
- تهیه شده توسط رانی جیمز دیو
- طرح و مدیریت توسط انجلو آرکوری
- میکس شده در استودیو رکورد پلنت، لس آنجلس
- ضبط ابتدایی توسط جرج مارینو در استودیو استرلینگ ساند، نیویورک
- طرح روی جلد از استیو هاستون